# Ernest Renan
Joseph Ernest Renan, francoski filozof, zgodovinar, pisatelj ter religiolog, * 28. februar 1823, † 12. oktober 1892, Pariz.
Pisal je tudi politična dela, še posebej o nacionalizmu in nacionalni identiteti. Najbolj znan je bil zaradi zgodovinskih del o zgodnjem krščanstvu. Priznan je bil za enega izmed prvih strokovnjakov, ki so predstavili hazarsko teorijo

## Življenjepis
28. februarja 1823 je bil rojen v francoski severozahodni regiji Bretaniji v Treguieru. Njegov oče, ki je bil republikanec, se je poročil s hčerko rojalističnega obrtnika. Zaradi  konflikta med očetovim in materinim političnim prepričanjem je bil Renan celo življenje v precepu glede političnih prepričanj. Pri njegovih petih letih mu je umrl oče, ostala pa mu je še 12 let starejša sestra Henriette. Leta 1856 se je poročil s Cornelie Scheffer. Septembra 1861 je v Libanonu, ko je šel raziskovati življenje Jezusa, resno zbolel. Leta 1892 je utrujen od prenapornega dela zbolel in po nekaj dnevih umrl (12. oktober 1892) in bil pokopan v Parizu.

### Izobrazba
Izobraževal se je v semenišču v domačem mestu, kjer je prejel vse nagrade. V šolskih spričevalih je bil opisan kot potrpežljiv, delaven, natančen in krotek Leta 1838 so mu ponudili štipendijo v semenišču Saint Nicholas du Chardonnneta. To je bila šola, kjer se je izobraževalo mlado katoliško plemstvo in najbolj nadarjeni učenci katoliških semenišč. V domačem mestu je sprejel preprosto in strogo vero, zato v Parizu ni bil zadovoljen s to le površinsko in zlagano vero.
Leta 1840 se je odločil za študij filozofije v semenišču Issy-les-Moulineaux. Predvsem ga je zanimala sholastika. To je filozofska smer, ki temelji zlasti na avguštinizmu in aristotelizmu. Med metafiziko, ki jo je preučeval in vero, ki jo je zatrjeval, je začel spoznavati ključna nasprotovanja. Zaradi tega je bil skeptičen, kajti sam zase je povedal, da je človek, ki rabi dokaze, zato si je želel, da bi resnice lahko potrdil.
Po tem se je vpisal na Saint Sulpice, da bi diplomiral iz filologije, torej vede o jeziku, književnosti in kulturi skupine narodov. Ko je tu preučeval Hebrejce, je ugotovil, da se to kar poučuje cerkev in zgodovinske resnice ne ujemajo. Po tem je obupal nad vstopom v duhovniški stan in se posvetil posvetnim študijam.
Leta 1845 se je prepisal na Stanislas, posvetno višjo šolo, a se mu je še vedno zdelo, da ima cerkev prevelik vpliv, zato se je zaposlil kot učitelj na M. Crouzet šoli.

### Življenje po šolanju
Leta 1847 je prejel Volnijevo nagrado za rokopis z naslovom Splošna zgodovina semitskih jezikov in prav tako naredil diplomo iz filozofije.
Renan je bil privrženec revolucije. Nad njo je bil navdušen, a tudi skeptičen. Ta nejasen odnos do tega je izrazil v delu Prihodnost znanosti. V njem je poudarjal, da je pomembno poznati zgodovino verskega izvora oz. porekla. 
Vlada ga je leta 1849 poslala v Italijo, da je tam pomagal razvrščati rokopise, ki so bili prej nedostopni francoskim učencem. Tam je ostal eno leto, nato pa je prišel v Pariz živet k sestri.
V letu 1852 je predstavil doktorsko disertacijo in dve kolekcije esejev, v katerih je predstavil zgodovinsko in humanistično približanje vere ljudem.
Leta 1861 je odšel s sestro in ženo v Sveto deželo, da bi raziskal življenje Jezusa. Prvi osnutek je končal v Libanonu. Preden je šla knjiga Jezusovo življenje v tisk, je imel Renan predavanje na katerem je Jezusa označil kot moža, ki ni z nobenim primerljiv. Po tem je bil suspendiran, ker so oblasti to izjavo razumele, kot da je vsebovala ateizem. V tej knjigi je napisal mitično pripoved, v kateri je predpostavil, da bi krščanstvo lahko nastalo iz popularne domišljije. Zaradi tega je cerkev knjigo ožigosala in kritizirala.
Leta 1869 je napisal svoje liberalne poglede v članku.
Ko so Nemci premagali Francijo je bil jezen in proti demokraciji, a kasneje v njegovih delih vidimo, da se je z njo sprijaznil. Želel je nazaj fevdalizem in monarhijo, a je z zanimanjem opazoval boj demokratične družbe za pravice in svobodo.. Napake, ki jih je delala francoska skupnost, so le potrdile njegove želje oz. ideje. Takrat se je v njegovih delih ironija še povečala.
Leta 1883 je objavil svoje najbolj znano delo Spomini mladosti, v katerem je med drugim poskušal pokazati, kako je njegovo otroštvo oblikovalo njegovo usodo. Knjiga Zgodovina Izraela leta 1887 je bila kot odraz Renanovih misli. Ima veliko pomanjkljivosti glede zgodovinskih dejstev in teorij, ampak glede evolucije verske ideje pa je zelo velikega pomena.
V njegovih zadnjih letih je prejel še veliko priznanj, postal je vodja College de France in veliki častnik Legion of Honour (Armade časti).
Leta 1892 je po nekaj dnevih bolezni umrl in bil pokopan v Parizu.

## Dela in ideje
- Histoire générale et systemes comparés des langues sémitiques (1855)
- Études d'histoire religieuse (1857)
- De l'origine du langage (1858)
- Essais de morale et de critique (1859)
- Le Cantique des cantiques—translation (1860)
- Vie de Jésus (1863)
- Life of Jesus (English translation)
- Priere sur l'Acropole—Prayer on the Acropolis (1865)
- Mission de Phénicie (1865-1874)
- L'Antéchrist (1873)
- Caliban (1878)
- Histoire des origines du Christianisme—8 volumes (1866-1881)
- Histoire du peuple d'Israël—5 volumes (1887-1893)
- Eau de Jouvence (1880)
- Souvenirs d'enfance et de jeunesse (1884)
- Le Pretre de Némi (1885)
- Examen de conscience philosophique (1889)
- La Réforme intellectuelle et morale (1871)
- Qu'est-ce qu'une nation? (Lecture delivered on March 11, 1882, at the Sorbonne)
- L'avenir de la science (1890)

Renanova dela so predvsem zgodovinska in filozofska ter odražajo vrsto različnih pristopov, ki jih je imel do sveta. 
Napisal je avtobiografijo Souvenirs d'enfance et de jeunesse (Recollections of My Youth, 1883), ki vsebuje njegovo mišljenje.
Zavedal se je, da so lahko največji problemi filozofije direktno potrjeni ali pa zanikani in nimajo dokazane rešitve.  Menil je, da je filozofiji potrebna vera ter da razlike v znanju in veri ne smemo spregledati.
Delo L'Avenir de la science (1890; The Future of Science), je bilo napisano v obdobju inspiracije in navdušenja na začetku 2. Francoske Republike. Takratna družba je bila prepričana, da lahko znanost ogovori na vsa vprašanja. Sam pa se je zavedal, da je znanost omejena. Predpostavke, ki jih je nastavil v tem delu, so bile osnova za njegovo kariero. 
Njegovo najbolj znano delo je Vie de Jésus (Life of Jesus). V knjigi je zapisal, da bi moralo biti življenje Jezusa napisano kot življenje katerega koli drugega moškega. Menil je, da bi bila Biblija lahko predmet kritične preiskave prav tako kot drugi zgodovinski dokumenti. To je povzročilo veliko razpravljanja in jeznih odzivov Katoliške Cerkve. Prav te osebni napadi Cerkve so še pripomogli k uspehu dela, saj je bil škandal dobra reklama. Nobena druga njegova knjiga ni dosegla tolikšne popularnosti. Leta 1867 je knjiga izšla že trinajstič. To delo je še danes aktualno in naj bi mitično predstavljalo nastanek krščanstva. 
Od njegovih del je prevedeno v slovenščino le Jezusovo življenje. 

### Politika: narod
Bil je zelo znan po svoji definiciji naroda, ki jo je napisal v knjigi Qu'est-ce qu'une nation? (What is a Nation? 1882). Narod je definiral kot željo ljudi po življenju skupaj. Njegovo znano reklo je avoir fait de grandes choses ensemble, vouloir en faire encore" ("having done great things together and wishing to do more"). Menil je, da če je bistven element naroda ta, da imajo vsi ljudje neke skupne značilnosti, so verjetno vsi pozabili veliko stvari še posebej noč St. Bartholomew in masakrov v 13. Stoletju, ko je bil čas državne vojne.